# پریمو پی‌دی‌اف
پریمو پی.دی.اف رایگان‌افزاری برای ساخت پروندهٔ پی.دی.اف از سندهای چاپ‌شدنی در سیستم عامل ویندوز است.

## پیوندهای مرتبط
- صفحه پریمو پی دی اف